# Xu Zechen
Xu Zechen (Jiangsu, 1978) is een Chinese schrijver, die vooral bekend is om zijn boeken over arbeidsmigranten die van het platteland naar de grote steden van China zijn getrokken.
Xu Zechen werd in 1978 geboren in het district Donghai in de provincie Jiangsu. In 1996 kwam hij naar Beijing om te gaan studeren aan de faculteit Chinees van de Universiteit van Peking, de meest prestigieuze universiteit van het land, en haalde daar zijn master. Xu schreef dat hij de eerste jaren vooral op de campus bleef, maar na zijn afstuderen merkte hoe moeilijk het leven van een migrant in de grote stad kon zijn.
In zijn bundel Rennend door Beijing diept Xu dit thema van verschillende kanten uit. Door het Hukousysteem is het erg moeilijk om legaal in de stad te wonen, zodat het voor migranten moeilijk is om een stabiel bestaan op te bouwen. Tegelijk blijft het platteland waar ze vandaan komen trekken. Bovendien kan het leven in de stad erg eenzaam zijn.
Xu schrijft zowel korte verhalen, novelles als romans. Met zijn werk heeft hij verschillende prijzen gewonnen, waaronder in 2014 de Lu Xun-literatuurprijs voor zijn korte verhaal 'Ingesneeuwd' (如果大雪封门 Rúguǒ dàxuě fēng mén) en in hetzelfde jaar de Mao Dun-literatuurprijs voor zijn roman Jerusalem (耶路撒冷 Yēlùsālěng). Hij is tevens redacteur van het literaire tijdschrift Volksliteratuur (人民文学 Rénmín wénxué) en de Engelse editie daarvan, Pathlight. Zijn werk is vertaald in onder andere het Engels, Italiaans, Koreaans en Nederlands.

## Beknopte bibliografie
- Hoe kan een eend vliegen ( 鸭子是怎样飞上天的 Yāzi shì zěnmeyàng shàng tiān de, 2006), korte verhalen
- Middernachtspoort ( 午夜之门 Wǔyè zhī mén, 2007), roman
- Rennend door Beijing ( 跑步穿过中关村 Pǎobù chuānguo Zhōngguāncūn, 2008), novelles, in het Nederlands vertaald onder redactie van Anne Sytske Keijser (Amsterdam: De Geus, 2016)
- Hemel en aarde ( 天上人間 Tiānshēng rénjiàn, 2009), roman
- De nachttrein (夜火车 Yè huǒchē, 2009), roman
- Het leven op aarde ( 人间烟火 Rénjiàn yānhuǒ, 2009), novelles
- Het boek bij het water ( 水边书 Shuǐbiān shū, 2010), roman
- Jerusalem (耶路撒冷 Yēlùsālěng, 2014), roman